# Höheres Kommando z.b.V. LX
Het Duitse Höheres Kommando z.b.V.  LX (Nederlands: Hoger Korps Commando voor speciale inzet 60) was een soort Duits legerkorps van de Wehrmacht tijdens de Tweede Wereldoorlog. Het H.Kdo. werd voornamelijk gebruikt voor kustverdediging aan het Kanaal. 

## Krijgsgeschiedenis

### Oprichting
Het Höheres Kommando z.b.V. LX werd opgericht op 15 oktober 1940 in Wehrkreis Praag uit de daarheen verplaatste Vervangingseenheden van Wehrkreis I.

### Inzet

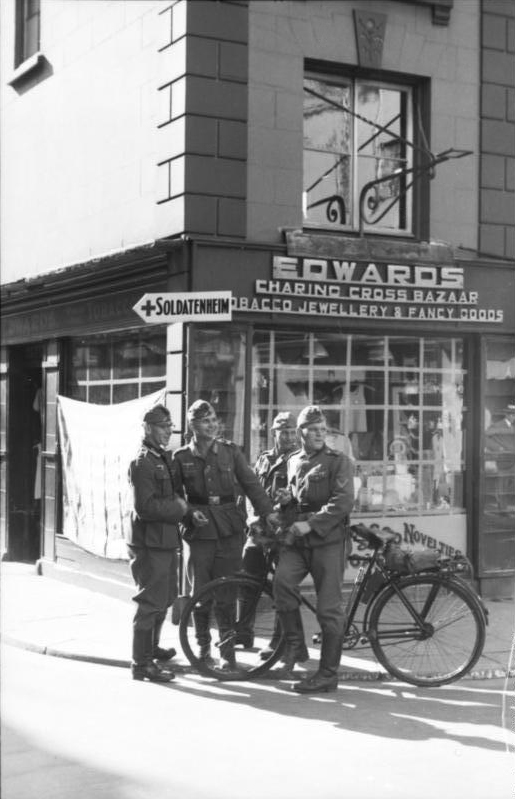
Duitse soldaten op Jersey, augustus 1941

In februari 1941 was het H.Kdo. gelegerd op het schiereiland Cotentin, met onder bevel de 32e, 83e, 216e en 319e Infanteriedivisies. Het hoofdkwartier werd gevestigd in Saint-Lô.
Het H.Kdo. voerde van 9 april 1941 tot 5 juli 1941 de deknaam XXXXIII. Armeekorps. Dit werd gedaan om het vertrek van dat Legerkorps naar het oosten te camoufleren.
Het H.Kdo. bleef gedurende deze periode op dezelfde plaats. Ook was het H.Kdo. verantwoordelijk voor de verdediging van de Kanaaleilanden (Jersey, Guernsey etc). Dit werd uitgevoerd door de 319e Infanteriedivisie.
Het Höheres Kommando z.b.V. LX werd op 27 mei 1942 omgedoopt naar 84e Legerkorps.

## Bovenliggende bevelslagen
| Leger     | Legergroep     | Plaats/regio             | Begin         | Eind          |
| --------- | -------------- | ------------------------ | ------------- | ------------- |
| 1. Armee  | Heeresgruppe D | Noord-Frankrijk          | november 1940 |               |
| 9. Armee  | Heeresgruppe A | Kanaalkust               | april 1941    | 14 april 1941 |
| 15. Armee | Heeresgruppe D | Kanaalkust, HQ in St. Lo | 14 april 1941 | 21 mei 1942   |
| 7. Armee  | Heeresgruppe D | Kanaalkust, HQ in St. Lo | 21 mei 1942   | 27 mei 1942   |

## Commandanten
| Rang                   | Naam               | Begin            | Eind             |
| ---------------------- | ------------------ | ---------------- | ---------------- |
| General der Kavallerie | Rudolf Koch-Erpach | 1 november 1940  | 1 maart 1941     |
| General der Infanterie | Max von Viebahn    | 1 maart 1941     | 15 december 1941 |
| General der Artillerie | Hans Behlendorff   | 15 december 1941 | 27 mei 1942      |